# Chaceva
Chaceva (hebrejsky חֲצֵבָה, v oficiálním přepisu do angličtiny Hazeva, přepisováno též Hatzeva) je vesnice typu mošav v Izraeli, v Jižním distriktu, v Oblastní radě Centrální Arava.

## Geografie
Leží v nadmořské výšce 157 metrů pod úrovní moře v údolí vádí al-Araba, cca 23 kilometrů od jižního břehu Mrtvého moře. Západně od obce se prudce zvedá aridní oblast pouště Negev. Poblíž mošavu protéká vádí Nachal Chaceva.
Obec se nachází 115 kilometrů od břehu Středozemního moře, cca 152 kilometrů jihovýchodně od centra Tel Avivu, cca 112 kilometrů jižně od historického jádra Jeruzalému a 70 kilometrů jihovýchodně od města Beerševa. Chacevu obývají Židé, přičemž osídlení v tomto regionu je etnicky převážně židovské. Obec je jen 1 kilometr vzdálena od mezinárodní hranice mezi Izraelem a Jordánskem.
Chaceva je na dopravní síť napojena pomocí místní komunikace, která západně od vesnice ústí do dálnice číslo 90.

## Dějiny
Chaceva byla založena v roce 1965. Název je odvozen od stejnojmenné starověké lokality Mecudat Chaceva z biblických dob a pramene Ejn Chaceva. Podle jiného zdroje byla osada zřízena až roku 1966. Jejími zakladateli byli členové polovojenských oddílů Nachal. Ti se tu usadili 9. prosince 1965. Začali okamžitě s přípravou zemědělské infrastruktury (pěstování zeleniny, chov drůbeže). Po roce populaci posílilo další osadnické jádro a později ještě další skupiny nových osadníků. V prvních letech se vesnice rozvíjela jako kombinace družstevního mošavu a kolektivistického kibucu (takzvaný מושבוץ,mošbuc). 27. května 1970 byl položen základní kámen k trvalé vesnici, která byla situovaná o několik kilometrů východním směrem, při jordánské hranici. Roku 1972 se sem nastěhovali obyvatelé a osada byla zároveň zorganizována jako mošav.
Místní ekonomika je založena na zemědělství, zejména pěstování zeleniny na ploše 6000 dunamů (6 kilometrů čtverečních). Produkce směřuje na zimní izraelský trh i na export. Od června 1990 jednotlivé rodinné farmy v mošavu hospodaří individuálně. Rozvíjí se turistický ruch. Funguje tu obchod se smíšeným zbožím, mateřská škola, veřejná knihovna, plavecký bazén a sportovní areály.

## Demografie
Obyvatelstvo mošavu je sekulární. Podle údajů z roku 2014 tvořili naprostou většinu obyvatel v Chacevě Židé - cca 400 osob (včetně statistické kategorie "ostatní", která zahrnuje nearabské obyvatele židovského původu ale bez formální příslušnosti k židovskému náboženství, cca 500 osob).
Jde o menší obec vesnického typu s dlouhodobě rostoucí populací. K 31. prosinci 2014 zde žilo 561 lidí. Během roku 2014 populace stoupla o 15,7 %.
| Rok            | 1972 | 1983 | 1995 | 2001 | 2003 | 2004 | 2005 | 2006 | 2007 | 2008 | 2009 | 2010 | 2011 | 2012 | 2013 | 2014 |
| -------------- | ---- | ---- | ---- | ---- | ---- | ---- | ---- | ---- | ---- | ---- | ---- | ---- | ---- | ---- | ---- | ---- |
| Počet obyvatel | 82   | 345  | 512  | 420  | 430  | 419  | 438  | 439  | 459  | 462  | 438  | 451  | 456  | 485  | 485  | 561  |